# Norrbottensko okrožje
Norrbottensko okrožje je najsevernejše švedsko okrožje in meji na Finsko in Norveško.
Lokalna okrožja (švedsko: Kommuner)
- Arjeplog
- Arvidsjaur
- Boden
- Gällivare
- Haparanda
- Jokkmokk
- Kalix
- Kiruna
- Luleå
- Pajala
- Piteå
- Älvsbyn
- Överkalix
- Övertorneå